# 전자기 유도

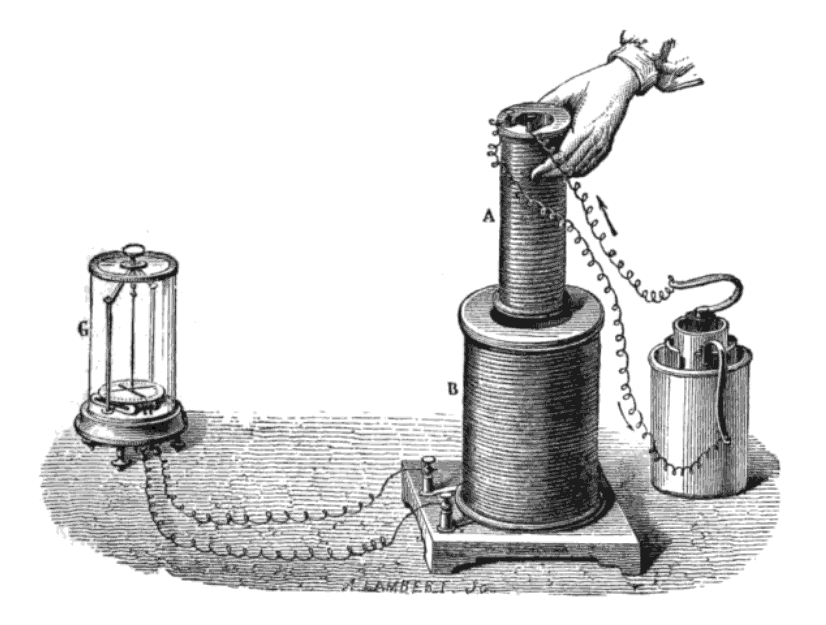

전자기 유도(電磁氣誘導, electromagnetic induction) 또는 자기 유도(magnetic induction)는 변화하는 자기장 내에서 도체에 기전력(emf)이 생성되는 현상이다. 이때의 기전력을 유기 기전력, 또는 유도 기전력이라고 하는데, 도체가 고리 모양으로 닫힐 때 기전력에 의해 전자가 흐르게 되어 유기 전류(유도 전류)가 형성된다.
일반적으로 영국의 물리학자 마이클 패러데이가 1831년에 전자기 유도 현상을 발견한 것으로 알려져 있지만, 프란체스코 잔테데스키가 1829년의 연구에서 이를 이미 예견했을 수도 있다. 패러데이는 폐회로에서 발생하는 기전력과 그 경로로 둘러싸인 곡면을 통과하는 자속의 변화율이 비례한다는 사실을 발견했는데, 이는 전도체로 둘러싸인 곡면을 통과하는 자속이 변할 때 닫힌 도체 안에서 전류가 흐른다는 것을 의미한다. 이는 자기장 자체가 변하거나 도체가 자기장을 통해 이동할 때 적용된다. 전자기 유도는 발전기, 유도전동기, 변압기 및 대부분의 기타 전기 장비 작동의 기초이다.
패러데이 전자기 유도 법칙은 전자기 유도에 의한 유도 기전력의 크기는 단위 시간당 자기 선속의 변화율과 코일의 감긴 횟수에 비례한다는 것인데, 이것은 다음과 같다.
{\displaystyle {\mathcal {E}}=-N{{d\Phi } \over dt}}
여기서 {\displaystyle {\mathcal {E}}}는 기전력으로 단위는 볼트(V)이고, N은 전선이 감긴 횟수, {\displaystyle \Phi }는 자기 선속으로 단위는 웨버(Wb)이다.
이 법칙에서 자기선속의 변화율에 영향을 미치는 요소에는 면적의 변화와 자기장의 세기 변화가 있다. 이 중 하나만 변화하면 자기 선속의 크기는 변화하며 유도 기전력이 발생할 수 있다.
유도 기전력을 강하게 발생시키기 위해서는 자기 선속의 변화율 값을 키우는 방법이 주로 사용되는데, 다른 요소 값을 고정한 후에 면적의 변화율이나 자기장 세기 변화율의 크기를 크게 하여 큰 전력을 발생시킨다. 여기서 주의해야 할 점은 변화율이라는 것인데, 자기 선속이 커도 변화율이 작으면 큰 기전력은 발생하지 않는다.
전자기 유도에 의해 발생하는 기전력의 부호는 렌츠의 법칙을 통해 알 수 있다. 즉, 회로에 유도된 전류의 방향은 유도된 기전력을 발생시킨 자기장의 변화를 상쇄하는 방향이다. 즉,
회로에 기전력이 유도되고 유도된 전류가 흐르면 회로 주변에 다시 자기장이 형성되는데 그 자기장의 방향은 최초 기전력을 유도했던 자기장의 변화를 상쇄하는 방향이 된다
로렌츠 법칙을 활용하여 기전력을 새로운 식으로 나타낼 수 있다.
{\displaystyle {\mathcal {E}}={\frac {1}{q}}\oint _{\mathrm {wire} }\mathbf {F} \cdot d{\boldsymbol {\ell }}=\oint _{\mathrm {wire} }\left(\mathbf {E} +\mathbf {v} \times \mathbf {B} \right)\cdot d{\boldsymbol {\ell }}}
여기서 F는 로렌츠 힘을 나타낸다.
이는 직선이나 원형 전류 또는 솔레노이드에 의한 자기장에서 알아볼 수 있다.
참고: 맥스웰 방정식
{\displaystyle \nabla \times \mathbf {E} =-{\frac {\partial \mathbf {B} }{\partial t}}}

## 발전기

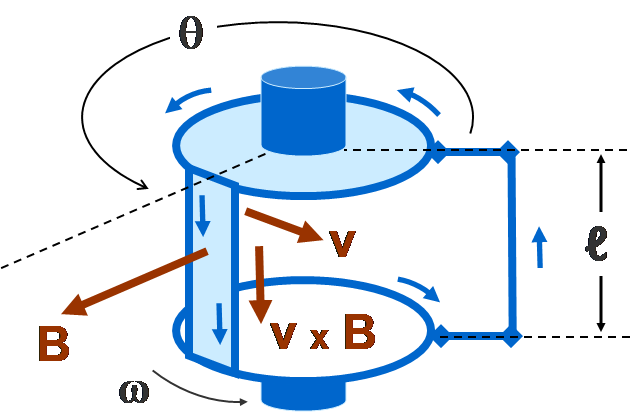

발전기는 전동기의 반대 개념이라고 할 수 있다. 화석 연료나 수력, 원자력 등으로 얻은 높은 열은 물을 끓이는데 사용되고 여기서 얻은 증기는 터빈을 돌리게 되는데, 이 때 회전하는 터빈에 코일을 연결시키고 그 주위에 자석으로 코일 내부를 통과하는 자속을 매 시간 변화시킨다. 이로부터 코일에는 유도 전류가 흐르고 기전력을 얻을 수 있다. 영구 자석이 도체 또는 그 반대로 이동하는 경우, 기전력이 생성된다. 와이어가 전기 부하를 통해 연결되는 경우, 전류는 흐르고 전기 에너지가 생성된다.

## 같이 보기
- 패러데이 전자기 유도 법칙
- 맥스웰 방정식
- 전동기
- 발전기
- 변압기